# انمر، نورفک
انمر، نورفک (به انگلیسی: Anmer, Norfolk) یک روستا و محله مدنی در بریتانیا است که در کینگز لین اند وست نورفولک واقع شده‌است. انمر ۵٫۸۶ کیلومتر مربع مساحت دارد.